# Drachtik
Drachtik – wieś w Armenii, w prowincji Gegharkunik. W 2011 roku liczyła 909 mieszkańców.